# Comunità Cenacolo
A Comunità Cenacolo é uma instituição religiosa cristã não-governamental italiana, com sede em Saluzzo na Itália, província de Cuneo, de onde nasceu a comunidade.
O propósito é através da oração e do trabalho ajudar pessoas dependentes de drogas a resgatar os valores principais da vida, criar uma personalidade de caráter e bons princípios.

## Histórico
No ano de 1983 uma freira chamada Elvira Petrozzi, decidiu ajudar os jovens que sofriam de dependência de drogas e as pessoas que haviam perdido o sentido da vida.
Foi então que o governo da cidade de Saluzzo disponibilizou à irmã Elvira Petrozzi, uma casa quadricentenária situada na Colina San Lourenzo na mesma cidade. Nessa casa junto a outras duas "irmãs" a comunidade estava formada. Logo nos primeiros dias a comunidade começou a receber jovens que vinham procurar a comunidade.
A Comunità Cenáculo não visa fins lucrativos e vive somente de doações, as quais a Comunità Cenaculo atribui a qualidade de "Divina Providência". A Comunità Cenaculo também cultiva muitos dos produtos que utiliza, sendo assim parcialmente auto sustentável.
Por se tratar de uma instituição religiosa, a atividade principal é a oração, seguida de trabalho, desporto e arte.
Atualmente as casas da Comunità Cenaculo somam-se 70 unidades espalhadas pelo mundo, muitas delas estão na Itália, também na Croácia, Bósnia-Herzegovina, Russia, Austria, França, Spagna, Inglaterra, Irlanda, USA, México, República Dominicana, Brasil, Argentina e no Peru.